# Koray Günter
Koray Günter (ur. 16 sierpnia 1994 w Höxter) – niemiecki piłkarz tureckiego pochodzenia, grający na pozycji środkowego obrońcy we włoskim klubie Hellas Verona. Obecnie przebywa na wypożyczeniu w tureckim Fatih Karagümrük. Wychowanek niemieckiego zespołu Borussia Dortmund.

## Kariera klubowa
Obrońca zaczął karierę juniorską w miejscowym klubie SV Höxter, do którego trafił jako siedmiolatek. Potem przeniósł się do SpVgg Brakel, w którym grał do 30 czerwca 2008. Następnego dnia podpisał pięcioletni kontrakt z Borussią Dortmund. Jako 13-latek był najmłodszym zawodnikiem tej drużyny. Początkowo grał w akademii młodzieżowej tego zespołu jako napastnik. Później przekwalifikowano go na obrońcę. Po trzech latach gry w akademii trafił do klubowych rezerw. Pod koniec 2012 został włączony do pierwszej drużyny – znalazł się w składzie na mecz z Fortuną Düsseldorf 27 listopada 2012, jednak ostatecznie w nim nie zagrał.
30 stycznia 2014 podpisał 4,5-letni kontrakt z tureckim Galatasaray SK. 20 lipca 2018 został sformalizowany transfer do Genui, gdzie przeszedł za darmo.
19 lipca 2019 roku, włoski zespół Hellas Verona za pośrednictwem oficjalnej strony internetowej poinformował o pozyskaniu zawodnika na zasadzie wypożyczenia z opcją zakupu.

## Kariera reprezentacyjna
Günter występował w reprezentacji Turcji do lat 16, a potem zdecydował się na grę dla Niemiec – był zawodnikiem kadry do lat 17 tego kraju, a obecnie gra w reprezentacji U-20 (został powołany na towarzyskie mecze z Polską 6 września i Szwajcarią 10 września 2013). W drużynie U-17 zadebiutował 4 września 2010 z Azerbejdżanem.
Był członkiem drużyny, która zajęła trzecie miejsce na mistrzostwach świata do lat 17 w 2011 roku. Strzelił na nich trzy gole:
- z Burkina Faso (faza grupowa, 3:0) – gol w czwartej minucie[14]
- z USA (⅛ finału, 4:0) – gol w dwudziestej minucie[15]
- z Brazylią (o trzecie miejsce, 4:3)[2] – gol w doliczonym czasie pierwszej połowy[16]

## Osiągnięcia
- Mistrzostwa Świata U-17 w Piłce Nożnej 2011 – trzecie miejsce[2][17]
- Mistrzostwa Europy U-17 w Piłce Nożnej 2011 – drugie miejsce[18]

## Życie prywatne
Matka piłkarza jest fryzjerką. Zawodnik ma także starszego brata. Jest fanem książek filozoficznych, głównie autorstwa Paulo Coelho.